# Aligia colei
Aligia colei är en insektsart som beskrevs av Van Duzee 1925. Aligia colei ingår i släktet Aligia och familjen dvärgstritar. Inga underarter finns listade i Catalogue of Life.